# Yamchi
Yamchi (farsi يامچي) è una città dello shahrestān di Marand, capoluogo dell'omonima circoscrizione, nell'Azarbaijan orientale. 